# E381 (trasa europejska)
E381 – trasa europejska biegnąca przez Ukrainę i Rosję. Zaliczana do tras kategorii B droga łączy Kijów z Orłem. Jej długość wynosi 591 km.